# Брюгген (Берген)
Брю́гген (норв. Bryggen i Bergen — «Причал в Бергене»; также известен как Tyskebryggen — «Немецкий причал») — комплекс торговых зданий, расположенных на набережной в центре Бергена, Норвегия. В 1979 году Брюгген был внесен в список всемирного наследия ЮНЕСКО.
Город Берген был основан в 1070 году. В 1360 году в Бергене было создано представительство (контора) Ганзейского союза и город превратился в важный торговый центр. В административных зданиях размещались клерки из многих стран Европы, особенно из Германии. Склады были заполнены товарами, в частности, рыбой из Северной Норвегии, а также зерном из Европы.

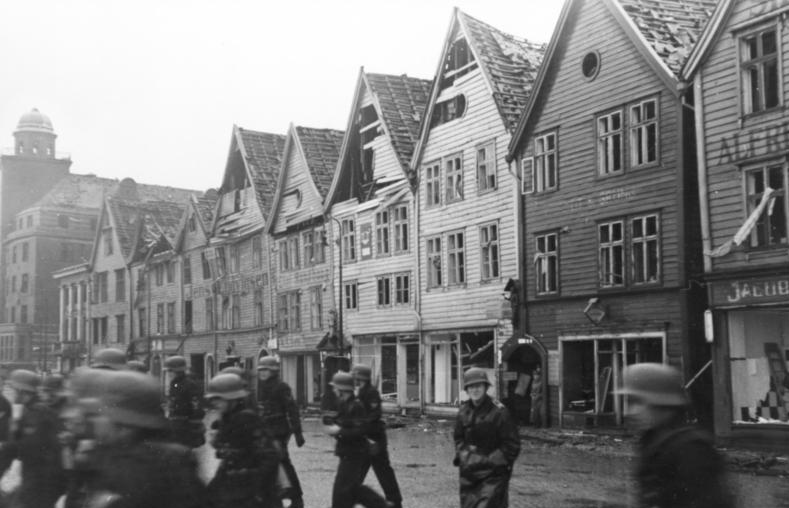
Брюгген во время немецкой оккупации, 1944

На протяжении истории Берген подвергался многочисленным пожарам, поскольку, традиционно, большинство домов были сделаны из дерева. На сегодняшний день около четверти зданий Брюггена построены до 1702 года, тогда как более старые склады и административные здания сгорели. Остальная часть Брюггена преимущественно состоит из более молодых построек, хотя есть каменные подвалы, которые датируются XV столетием.
Часть построек была уничтожена во время пожара в 1955 году. Позже эта территория была использована для строительства музея Брюггена, который состоит из комплекса археологических памятников, а также некоторых старых деревянных домов. На панорамном изображении внизу это самые левые шесть домов. В музее Брюггена хранятся находки (ок. 670 предметов) с руническими надписями на дереве и кости, найденные в 1955 году и получившие название брюггенских надписей (Bryggen inscriptions).
Сегодня в зданиях Брюггена располагается множество туристических и сувенирных магазинчиков, а также рестораны, кафе и музеи. Многие из уцелевших после пожара 1955 года зданий теперь используются как студии художников.